# Prinsbisdom Paderborn
Het prinsbisdom Paderborn was een tot de Nederrijns-Westfaalse Kreits behorend prinsbisdom binnen het Heilige Roomse Rijk.
Omstreeks 800 werd in Paderborn een bisdom gesticht. Het bisdom behoorde aanvankelijk tot de kerkprovincie Mainz.
Het lukt bisschop Meinwerk (1009-1036) vrijwel alle grafelijke rechten binnen het bisdom te verwerven. Verdere expansie wordt onmogelijk gemaakt door de hertogen van Brunswijk en de keurvorsten van Keulen. In de veertiende eeuw worden delen van de graafschappen Everstein en Schwalenberg verworven en verder de heerlijkheid Büren.
Bisschop Erik van Brunswijk-Grubenhagen (1508-1532) voert de Reformatie in, maar tijdens de Contrareformatie van 1601 tot 1604 wordt de katholieke leer hersteld. Het prinsbisdom verloor in deze tijd het graafschap Ravensberg en alle gebieden op de rechteroever van de Wezer.
In de Reichsdeputationshauptschluss van 25 februari 1803 wordt het prinsbisdom in artikel 3 aan de koning van Pruisen toegekend. Deze noemt zich vervolgens vorst van Paderborn. Na de Pruisische nederlagen van 1806 en 1807 moet Pruisen in de Vrede van Tilsit alle bezittingen ten westen van de Elbe afstaan. Paderborn gaat dan in 1807 deel uitmaken van het koninkrijk Westfalen. Na de napoleontische nederlagen van 1812 en 1813 wordt de oude toestand hersteld door het Congres van Wenen in 1815.

## Administratieve indeling omstreeks 1750
- ambt Beverungen-Herstelle
- ambt Boke
- ambt Bredenborn
- heerlijkheid Büren
- ambt Delbrück
- hoofdambt Dringenberg
- ambt Lichtenau
- ambt Lügde
- ambt Neuhaus (met stad Paderborn)
- gemeenschappelijk ambt Oldenburg (tot 1808 met Lippe, daarna aan Pruisen/Paderborn)
- gemeenschappelijk ambt Schwalenberg (tot 1808 met Lippe, daarna aan Lippe)
- ambt Steinheim
- gemeenschappelijk ambt Stoppelberg (tot 1808 met Lippe, daarna aan Pruisen/Paderborn)
- ambt Wewelsburg
- ambt Wünnenberg

ontleend aan de historische atlas: https://web.archive.org/web/20160307223227/http://www.lwl.org/westfaelische-geschichte/kar-zoom/1750-l.html

## Regenten
- 795- 815: Sint Hathumar
- 815- 862: Badrad
- 862- 887: Ludhart
- 887- 907: Biso
- 907- 916: Dirk I
- 917- 935: Unwan
- 935- 960: Dudo
- 960- 981: Volkmar
- 981-1009: Rudhar
- 1009-1036: Sint Meinwerk
- 1036-1051: Rotho/Rudolf/Rudhard (1031-1036: abt van Hersfeld; 1046-1050: abt van Corvey)
- 1051-1076: Immad
- 1076-1084: Poppo v. Holte
- 1084-1090: Hendrik I van Asle
- 1084-1127: Hendrik II van Werle
- 1127-1160: Bernhard I van Oesede
- 1160-1178: Ewergis
- 1178-1186: Siegfrie
- 1186-1203: Bernhard II van Oesede
- 1203-1223: Bernhard III van Oesede
- 1224-1225: Oliverius
- 1225-1227: Wilbrand van Wildeshausen (Oldenburg)(1226: bisschop van Osnabrück; 1227-1234: bisschop van Utrecht)
- 1227-1247: Bernhard IV van de Lippe
- i247-1277: Simon I van de Lippe
- 1277-1307: Otto van Rietberg
- 1307-1310: Günther van Schwalenberg
- 1310-1321: Dirk III van Itter
- 1321-1341: Bernhard V van de Lippe
- 1341-1361: Boudewijn van Steinfurt
- 1361-1380: Hendrik III van Spiegel (1359-1360: abt van Corvey)
- 1380-1389: Simon II van Sternberg
- 1390-1394: Rudbert van Gulik
- 1394-1398: Jan I van Hoya
- 1399-1401: Bertram Arvassam
- 1401-1415: Willem van Gulik-Berg (1415-1428: graaf van Ravensberg)
- 1415-1463: Dirk III van Moers (keurvorst van Keulen)
- 1463-1498: Simon III van de Lippe
- 1498-1508: Herman I van Hessen
- 1508-1532: Erik van Brunswijk-Lüneburg
- 1532-1547: Herman II van Wied (1515-1546: keurvorst van Keulen)
- 1547-1568: Rembert van Kerssenbrock
- 1568-1574: Jan II van Hoya
- 1574-1577: Salentin van Isenburg (1567-1577: keurvorst van Keulen)
- 1577-1585: Hendrik IV van Saksen-Lauenburg
- 1585-1618: Dirk (Theodoor) van Fürstenberg
- 1618-1650: Ferdinand I van Beieren
- 1650-1661: (Theodor Adolf) Dirk Adolf von der Recke
- 1661-1683: Ferdinand II van Fürstenberg
- 1683-1704: Herman Werner Wolf van Metternich
- 1704-1718: Frans Arnold Wolf van Metternich (1706-1718: bisschop van Münster)
- 1719-1761: Clemens August van Beieren
- 1763-1782: Willem Anton van de Asseburg
- 1782-1789: Frederik Willem van Westphalen (1763-1789: bisschop van Hildesheim)
- 1789-1802: Frans Egon van Fürstenberg (1789-1802: bisschop van Hildesheim)

- Bibliothèque nationale de France: cb12525540j (data)
- Gemeinsame Normdatei: 4044294-9
- Library of Congress Control Number: n82111969
- Nationale Bibliotheek van Israël: 987007557442305171
- Virtual International Authority File: 172579939
- WorldCat: E39PBJdCpHyrKcJVQYyYjkxqwC